# Система на правото
Системата на правото е съвкупността от правни норми, правни институти и отраслите на правото, които заедно формират структурата на правото, ведно с техните правни отношения и правни взаимовръзки.
В правната литература често под система на правото се разбира или взаимодействието между отделните компоненти на позитивното право, или взаимодействието между явлението право с други явления от обективната действителност с правен характер.

## История
Правните категории „система на правото“ и „структура на правото“ възникват като понятия през 18 век (вследствие от класицизма, и по време на Просвещението и просветения абсолютизъм) главно във водещата световна велика сила по това време – Френската монархия, отпреди т.нар. Велика френска революция. Те са резултат от прилагания системен подход и метод в научното познание. Първоначално термина и понятието „система“ възникват и влизат в научен оборот в природните, естествени науки, докато постепенно по-сетне това общонаучно и фундаментално понятие започва да се прилагат за обобщение и структуриране на знанието по сфери повсеместно, включително и в социалните науки. През 19 век трайно в научната юридическа терминология се налагат понятията „система на правото“ и „структура на правото“, първоначално за отделните правни отрасли или дялове, а по-сетне и за правото като цяло. Това явление е свързано с възхода на позитивноправния подход към правото във френската и немската правна школа. На този етап от развитието на правото, възниква и основополагащото понятие за правова държава, залегнало в правната конструкция на всички съвременни, модерни и демократични страни.
Често, неточно, се смесва понятието за система на правото с правните системи. На теоретично ниво, в зависимост от теоретичната или практическата насоченост на системата на правото, се говори и за система на юридическата (правната) наука, система на законодателството и за категоризацията „систематизация на правото“, под което се има предвид кодификацията и инкорпорацията в позитивното право.

## Класификации
Съществуват различни класификации на системата на правото в зависимост от исторически възникналите и обособили се правни системи.
При континенталната правна система, и в частност при пандектните системи са ясно обособени публичното от частното право по тертип от римското право, посредством наложилите се в практиката през средновековието Пандекти.
Позитивното право също така се поделя на материално и процесуално право.
В зависимост от териториалния обхват и субекта на правото разграничаваме вътрешно (национално) и международно право, като последното се поделя международно публично и международно частно право.